# Michel Bartosik
Michel Bartosik (Antwerpen, 21 maart 1948 – aldaar, 1 februari 2008) was een Vlaams dichter, essayist en docent poëzie aan de VUB en ULB te Brussel.

## Leven en werk
Michel Bartosik werd in 1948 te Antwerpen geboren als zoon van een Poolse vader en Vlaamse moeder. Op jonge leeftijd verkreeg hij de Belgische nationaliteit. Zijn ouders hadden een schoenwinkel in de wijk het Kiel. In 1970 beëindigde Bartosik zijn studie Germaanse Filologie aan de VUB met een verhandeling over de poëzie van Hans Lodeizen. Twee jaar later begon hij aan dezelfde universiteit poëzie te doceren. In 1978 promoveerde hij tot doctor in de Letteren en Wijsbegeerte met een proefschrift over de poëzie van Jacques Hamelink. Sedert de jaren 1990 doceerde Bartosik ook aan de ULB, en gaf hij gastcolleges aan de Sorbonne (Parijs) en de Kàroli Gàspàr universiteit (Boedapest). Rond de eeuwwisseling zetelde Bartosik in de commissie voor poëzie van het Vlaams Fonds voor de Letteren.
In de jaren 1970 publiceerde Bartosik zijn eerste bundels, waarvan twee als lid van de Pink Poets, een dichtersgenootschap dat in 1972 was opgericht door Patrick Conrad en Nic van Bruggen, en zich met taalgerichte, neoromantische en experimentele poëzie afzette tegen het nieuw-realisme. Bartosik was de zesde Pinkbroeder en bleef lid tot het opheffen van de Pink Poets in 1982. In diezelfde jaren was hij redacteur van de tijdschriften Hand en Impuls en schreef hij samen met Wilfried Adams Proeve voor een Impuls-manifest.
Na de jaren 1970 ging Bartosik bewust trager schrijven. Daardoor publiceerde hij in de loop van bijna drie decennia slechts twee bundels. Sunt lacrimae (1990) was een in memoriam patris en werd door Atalanta Pers als bibliofiele uitgave gepubliceerd. Dertien jaar later werd de bundel in aangepaste versie opgenomen in Bartosiks laatste bundel, Geschreven familie, waarvoor hij in 2007 de Poëzieprijs van de Provincie Antwerpen in ontvangst mocht nemen. Na de publicatie van de laatste bundel schreef Bartosik een ongepubliceerd tweeluik ter nagedachtenis van zijn overleden moeder, en was de eerste hand gelegd aan een nooit afgewerkte reeks met de werktitel Diep onder aan mijn tong.
Bij Michel Bartosik werd eind 2007 kanker vastgesteld. Hij overleed op 1 februari 2008, twee weken na zijn vriend en mede-dichter Wilfried Adams, op 59-jarige leeftijd aan de gevolgen van een hersenbloeding in het Sint-Vincentiusziekenhuis te Antwerpen. Op 16 februari werd zijn as bijgezet op het ereperk van begraafplaats Schoonselhof.
De taalgerichte poëzie van Michel Bartosik heeft een metafysische en mystieke inslag en is beïnvloed door Paul van Ostaijen, Hans Faverey, Georg Trakl en Paul Celan. Terugkerende thema's zijn de taal en haar beperkingen (met een op lichaamsdelen gebaseerde symboliek: lip, oor, tong, borstkas, long, keel...), de dood en de ontwortelde Poolse vader van de dichter (waarvoor "Sunt lacrimae" een in memoriam is).

### Dichtbundels
- Linguïstiek (Contramine, Antwerpen, 1975) (met illustraties van Jan Struelens)
- De verzamelnaam der eenzaamheid, Gedichten 1969-1975 (Pink Editions & Productions, Antwerpen, 1976) (met illustratie van Louise Chevalier)
- Rigor mortis, Gedichten 1975-1979 (Pink Editions & Productions, Antwerpen, 1980)
- Sunt lacrimae (Atalanta Pers, Baarn, 1990)
- Geschreven familie (Poëziecentrum, Gent, 2003)

### Andere publicaties
Bartosik publiceerde essays, artikels en gedichten in verschillende tijdschriften (Impuls, Poëziekrant, Hand, Nieuw Vlaams Tijdschrift, Leesidee...) en boeken. Hij schreef over de poëzie van o.a. Jacques Hamelink, Gerrit Kouwenaar, Hugues C. Pernath, Willem Jan Otten, Joannes Six van Chandelier en Hans Lodeizen. Bartosik maakte ook enkele programma's over poëzie voor radio en televisie. Zijn Berichten uit het sorteercentrum, diepgravende artikels over gedichten, waren de voorbode van een nooit afgewerkt boek Termen van onbevattelijkheid. Berichten uit het sorteercentrum.

### Postume uitgaven
- Schroomruil, verzamelde gedichten (Poëziecentrum, Gent, 2013)
- Berichten uit het sorteercentrum, essays over poëzie (Poëziecentrum, Gent, 2018)